# El Deber
El Deber (deutsch: Die Pflicht) ist eine Tageszeitung in Bolivien und wird in Santa Cruz de la Sierra herausgegeben.
Sie wurde am 10. Juni 1953 von Lucas Saucedo Sevilla gegründet.
El Deber berichtet in den Bereichen nationale und internationale Nachrichten, Wirtschaft, Sport, Multimedia und Soziales auf Spanisch.